# Heteropoda submaculata
Heteropoda submaculata là một loài nhện trong họ Sparassidae.
Loài này thuộc chi Heteropoda. Heteropoda submaculata được Tord Tamerlan Teodor Thorell miêu tả năm 1881.